# چرخش (فیلم ۲۰۲۰)
چرخش (انگلیسی: The Turning) یک فیلم در ژانر ترسناک فراطبیعی به کارگردانی فلوریا سیجیزموندی است که در سال ۲۰۲۰ منتشر شد. از بازیگران آن می‌توان به مک‌کنزی دیویس و فین ولفهارد اشاره کرد.

## داستان
سال 1994 اتفاق می‌افتد، درباره زن جوانی به نام کیت مندل است که نگه‌داری از دو بچه به نام‌های مایلز و فلورا را برعهده می‌گیرد. در پی حوادث مختلفی که برای او در این خانه بزرگ و اشرافی اتفاق می‌افتد، متوجه غیرعادی بودن خانه و راهروهای تاریک آن می‌شود